# Edward Marzec

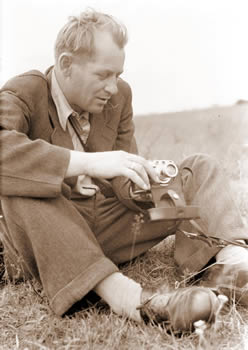
Edward Marzec w rodzinnych stronach

Edward Marzec, syn Stanisława i Marianny z Kapustów (ur. 19 stycznia 1914 w Jakubowicach pod Proszowicami, zm. 4 marca 1962 w Warszawie) – polski pisarz i działacz ruchu ludowego, w 1957–1958 wiceminister Kultury i Sztuki, odznaczony krzyżem kawalerskim Orderu Odrodzenia Polski. Autor m.in. zbioru wierszy Wnuczek orze oraz powieści Słońce wschodzi o życiu polskiej wsi. Pochowany na Cmentarzu Wojskowym na Powązkach w Warszawie (kwatera C2-7-6).
W jego rodzinnych Jakubowicach istnieje obecnie Dom Ludowy im. Edwarda Marca.